# Варахаил (линейный корабль, 1715)
Варахаил — русский 52-пушечный линейный корабль 4 ранга, спущенный на воду в 1715 году.

## История строительства
Корабль «Варахаил» был заложен на верфи Архангельского Адмиралтейства 20 ноября 1714 г. Постройку корабля вёл корабельный мастер Питер Геренс. «Варахаил» был спущен со стапеля в июне 1715 года.

## Конструкция корабля
Корабль имел два дека. Вооружение корабля составляли 52 орудия калибра от 4 до 18 фунтов.

## История корабля
В июле 1715 года вышел из Соломбалы в Балтийское море в составе отряда построенных кораблей. Из-за сильных повреждений при штормах в декабре вошёл в гавань Кристиансанн. На корабле было много больных, в зимовку на нём скончались 107 моряков. Только весной 1716 года корабль смог уйти в Копенгаген, где ремонтировался до августа. Затем участвовал в крейсерстве в составе союзной эскадры.
Участвовал в Северной войне. 4 июня 1719 года участвовал в морском сражении у о. Эзель.